# Estela de Tel Dã
A Estela de Tel Dã é uma estela negra de basalto descoberta em um sítio arqueológico durante escavações ao norte de Israel em Tel Dã. A Estela de Tel Dã encontra-se atualmente aos poderes do Museu de Israel, em Jerusalém. Foi esculpida a mando de um rei arameu contendo inscrições em aramaico e em alfabeto aramaico, onde se comemorava uma vitória sobre um reino local, com os seguintes escritos: מלך.ישראל ("Rei de Israel") e ביתדוד ("Casa de Davi"). Não consta a autoria da escrita nesta estela, provavelmente foi o rei de Damasco, Hazael ou um de seus próprios filhos.
A inscrição desta estela gerou múltiplas teorias entre acadêmicos de várias áreas da ciência, porque as letras transliteradas do original aramaico para o hebraico (ביתדוד, BYT DWD, Beth David, "Casa de Davi") podem estar se referindo a linhagem de Davi. Até a data da descoberta era a primeira vez em que o nome de um rei de Israel, Davi, tem sido reconhecido entre os epigrafistas, historiadores e arqueólogos. As opiniões teóricas finais do consenso entre os acadêmicos e arqueólogos epigrafistas é que os três fragmentos são uma referência ao Rei Davi, sucessor do Rei Saul e pai do Rei Salomão, reis da primeira monarquia israelita segundo os livros I e II Samuel e I e II Reis, contidos no Tanaque dos judeus ou no Antigo Testamento da Bíblia Cristã.
Esta estela faz parte de estudos de uma nova ciência social, a arqueologia bíblica.

## Descobrimento

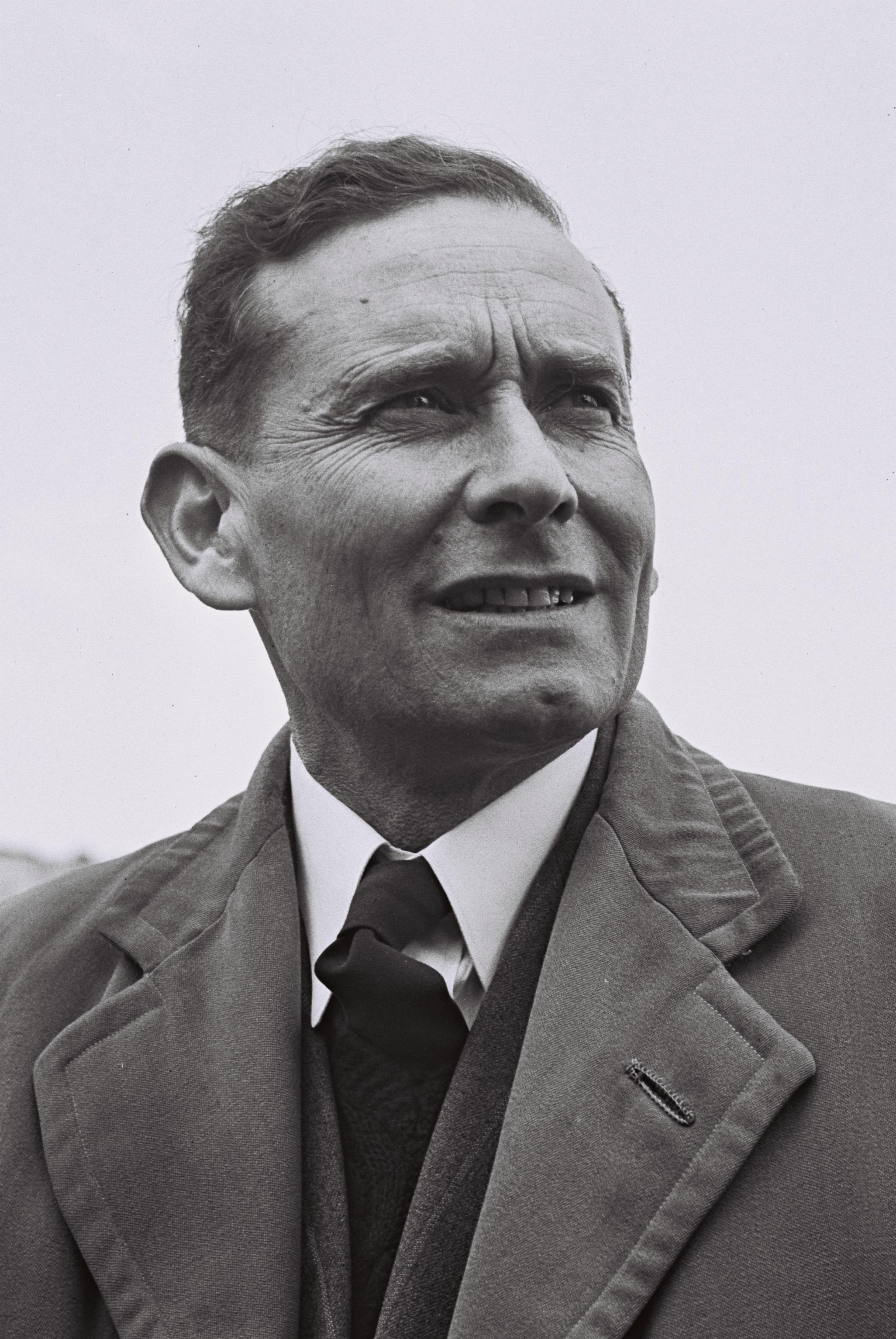
Avraham Biran

O primeiro fragmento "A" foi descoberto no mês de julho de 1993, e o segundo e terceiro fragmentos, o "B1" E "B2", que encaixavam no primeiro fragmento foram encontrados no ano seguinte. Este encaixe é meio incerto e muito discutido, mas se o ajuste estiver correto, então essas peças eram originalmente formadas lado a lado, conforme mostra a figura no final deste artigo.
O autor da descoberta desta estela foi o israelense Avraham Biran, que liderava uma equipe de estudiosos em Tel Dã, uma colina artificial na parte setentrional do moderno Israel. As escavações deste maior sítio arqueológico escavado em Israel começou no ano de 1966 e terminou no ano de 1994.

## Possível autoria do Trapézio
Não há assinatura do autor da inscrição em nenhum dos 3 fragmentos do Trapézio. O mais provável, segundo a maioria dos acadêmicos, é que o autor seja Hazael, rei de Damasco, ou um de seus filhos, Bar Hadade II ou Bar Hadade III, que foram reis de Damasco e inimigos do reino de Israel. Esta afirmação é plausível, devido à linguagem em que a estela foi escrita, pelas circunstâncias, pela data e principalmente pelo local.

## Datação segundo pesquisadores
Esta inscrição foi datada, segundo os pesquisadores, nos séculos IX e VIII antes da era cristã. A limitação do século VIII a.C. é determinada pela camada de destruição que é identificada como uma bem documentada conquista assíria ocorrida em 733-732 a.C.. A camada superior do sítio arqueológico de Tel Dã, que estava sob a camada em que os fragmentos da estela foram encontrados, deixou evidenciado que nesta camada inferior fora o lugar onde a estela foi erguida, e em seguida, quebrada em pedaços posteriormente pelos assírios ou pelos próprios hebreus, dando lugar a uma camada superior.

## Texto da estela transliterado do aramaico para o alfabeto hebraico
1.[  ]א]מר.ע[      ]וגזר          ]
2.[ ]אבי.יסק[.עלוה.בה]תלחמה.בא---      ]
3.וישכב.אבי.יהך.אל[.אבהו]ה.ויעל.מלכי[ יש]
4.ראל.קדם.בארק.אבי[.ו]יהלך.הדד[.]א[יתי]
5.אנה.ויהך.הדד.קדמי[.ו]אפק.מן.שבע[ת---]
6.י.מלכי.ואקתל.מל[כן.שב]ען.אסרי.א[לפי.ר]
7.כב.ואלפי.פרש.[קתלת.אית.יהו]רם.בר[אחאב.]
8.מלך.ישראל.וקתל[ת.אית.אחז]יהו.בר[יהורם.מל]
9.ך.ביתדוד.ואשם.[אית.קרית.הם.חרבת.ואהפך.א]
10.ית.ארק.הם.ל[ישמן                   ]
11.אחרן.ולה[…                ויהוא.מ]
12.לך.על.יש[ראל…               ואשם.]
13.מצר.ע[ל.                           ]

## Tradução do texto acima para o português
1. [.....................]
[...................................] e cortou
[.........................]
2. [.........] meu pai foi [contra ele quando] ele
lutou em[....]
3. E meu pai deitou-se(morreu), e foi para seus [pais]. E
O rei de I[s-]
4. rael entrou previamente na terra de meu pai. [E] 
Hadad me constituiu rei
5. E Hadad foi à minha frente [e] eu parti de 
[os] sete[.....]
6. do meu reino, e eu matei [sete]nta rei[s], que 
usavam milha[res de car-]
7. ros e milhares de cavaleiros (ou cavalos). [Eu matei Jeo]rão filho de [Acabe]
8. Rei de Israel, e eu matei [Acaz]ías, filhos de
[Jeorão re]i
9. Da Casa de Davi. E eu tornei [suas vilas em
ruínas e tornei]
10. sua terra em [desolação........................]
11. outro ...
[........................................................
.................e Jeú gover]
12. nou sobre
Is[rael..................................................
....................e eu pus cerco]
13. sobre 
[........................................................
....]
Observação: A tradução do texto acima é de difícil compreensão para uma pessoa leiga, pois foram perdidas muitas palavras após a destruição da Estela e só foram encontrados 3 fragmentos, dificultando a compreensão. Mas é um texto muito interessante para os historiadores, epigrafistas, arqueólogos e teólogos que conhecem a história oriental.

## Possíveis paralelos com o Tanakh ou Antigo Testamento Cristão
As inscrições na Estela de Tel Dã podem ser comparadas com alguns acontecimentos registrado no Tanakh dos Judeus ou no Antigo Testamento da Bíblia. No Livro II Reis(8:7-15) narra um fato acontecido antes do Rei Hazael de Aram, seu antecessor, em que estava muito doente e logo morre em sua cama.
Também no Livro II Reis(8:28) e II Reis(9:15-16) registra que Jorão de Israel foi estabelecido acima em Jizreel logo após ser ferido em combate em Ramote-Gileade.

## Teorias positivistas e negativistas sobre "Casa de Davi"

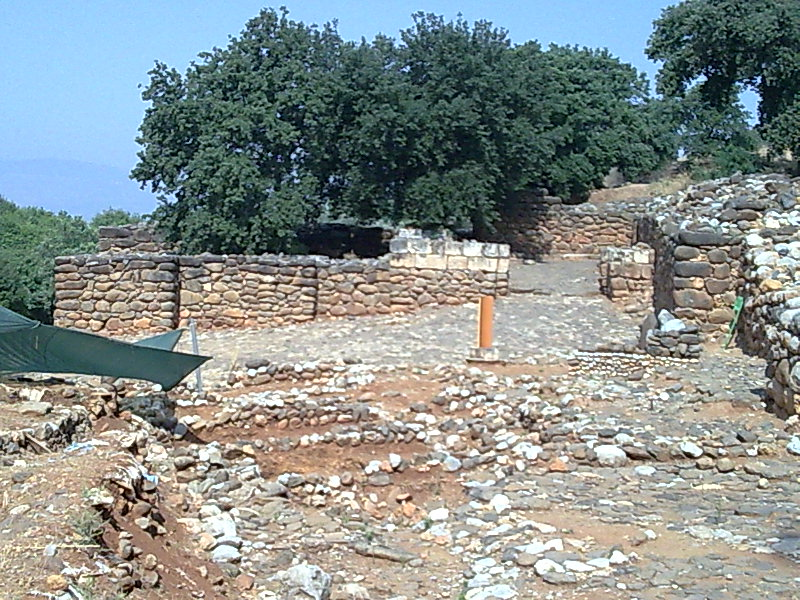
Tel Dã - Vestígios da Idade do Ferro(Israelita) Portão da Muralha da Cidade

Há duas menções na estela pelo escriba sírio: "Casa de Davi" e "Rei de Israel". Isso é frequentemente citado como prova de apoio para a monarquia davídica. Porém, os críticos têm opinado e sugerido outras traduções de ביתדוד, geralmente baseando-se no fato de que pode ser pronunciado tanto como Davi e também como Dod("amado" em hebraico) ou formas conexas. A letra Vav(ו) do alfabeto hebraico tem duas funções sonoras: ela pode ser usada para representar a letra "w", um "o" ou "u" breves, ou seja, pode se escrever transliteradamente DWD, DoD ou DuD.
Em 1999, Avraham Biran, o israelita que liderou a equipe de escavação da Estela de Tel Dã respondeu aos críticos dizendo: "As consoantes tem suas posições claramente: (beit-yod-tav-dalet-Vav-dalet). Qualquer epigrafista que observar a inscrição, afirmará claramente que é Beth David(Casa de Davi). É mencionado claramente "Rei de Israel", ninguém pode negar isso. Foi escrito por um rei Sírio que diz ter matado um rei de Israel; e afirma ainda que matou um rei da casa de Davi, rei de Judá. Aqueles que negam a evidência "casa de Davi" dizem que a palavra é DOD(que pode ser traduzido para, TIO, AMANTE, OU AMADO; ou mesmo DOAD, que é um grande navio."
Nas antigas línguas de origem semítica era usado um ponto para dividir palavras compostas, no caso, a expressão "casa de Davi" poderia ter sido escrita como בית • דוד. O sírio responsável pela escrita na Estela de Tel Dã não empregou o divisor para a palavra ביתדוד.

### Relato de Anson Rainey
Anson Rainey defendeu a leitura "Casa de Davi", afirmando que: Um divisor de palavras entre dois componentes de uma construção é frequentemente omitido, especialmente se a combinação é de um nome próprio.

### Gary Rendsburg
Rendsburg afirma que a expressão é de origem aramaica; e que os sírios estavam referindo a um estado sírio, dizendo: Pode ser que os sírios estavam designando BYT HUMRI, ou seja, casa de Omri.

### Relato de Philip Davies
"Mas vamos deixar esta ilusão e retornar à crítica das seis letras, BYTDWD, para ver o que realmente pode significar. Evidentemente existem dois elementos verbais aqui, dos quais o primeiro é Beth, casa. Mas a probabilidade é que o segundo elemento termina em um nome de lugar, como Belém (Casa do Pão) tradução correta ou Belém (uma palavra), como é comumente escrito em letras latinas. Também uma minoria significativa considera que a leitura correta e de tradução, Bet Lachmu, (Casa do deus Lachmu), que é um popular (e verificado) deus local. Parece intrinsecamente mais provável que um lugar de nome composto com Beth seria escrito como uma palavra separada, ao invés de uma frase que significa "Casa de Davi", referindo-se a dinastia de Davi. Esse nome pode ser um lugar chamado Beth-DoD (no caso do "w" servindo como vogal rudimentar. Ou mesmo pode ser utilizado para escrever a última sílaba da cidade de Ashdod dos filisteus) ou Bethdaud (apenas com uma pronúncia de uma vogal diferente). Todos esses nomes de lugares são bastante razoáveis sugestões … Existem outras possibilidades … Por exemplo, em uma inscrição contemporânea, a estela Messa ou a pedra moabita, a expressão «R'L DWDH (אראל דודה) aparece . A segunda palavra permanece algo de um enigma. Alguns estudiosos, apesar de uma minoria, traduzem-o como "Davi" e encaram-o como o nome do fundador da dinastia de Judá, heh … Mas no final este sentido é improvável. O dawidum substantivo também é encontrada em um texto cuneiforme de Mari (século XVIII a.C.), oferecendo uma outra possível pista, embora o significado deste termo permanece incerto. Na Bíblia, DWD pode significar "amado" ou "tio", e em uma outra tadução (1 Samuel 2:14), significaria "chaleira". Então, uma série de maneiras de compreender DWD se apresentam, a maioria delas muito mais plausível do que se traduzir para "Davi"."

### Resposta de Anson Rainey para Philip Davies
" Em resposta à Davies faço um breve artigo com algumas observações. Davies representa o que ele e um círculo de colegas em afirmar de "descontrucionista", as abordagem das tradições bíblicas. O presente caso serve como exemplo útil do porque Davies e seus amigos "desconstrucionistas" serem ignorados pelos estudiosos da Bíblia e por historiadores de artigos orientais. Davies fez um trocadilho sobre a ausência do divisor entre os componentes BYT(casa) e DWD(Davi). Naveh e Birana não explicaram os detalhes da inscrição, talvez porque tinham como certo que os leitores soubessem que um divisor de palavras entre dois componentes de uma tal construção é frequentemente omitido, especialmente se a combinação é bem estabelecida como um nome próprio. Um exemplo bem conhecido de um nome composto de dois componentes é BL'M.BRB'B (Balaão, filho de Beor) na linha 4 da COMBINAÇÃO I da inscrição do Deir Ala. Há um divisor de palavras entre esses dois componetes: BL'M (Balaâo) . BRB'B (filho de Beor); mas, no entanto, não se encontra um divisor entre BR (filho de) e B,R(Beor). O Patronímico do profeta Balaâo é composto de dois vocábulos. Este vocábulos são semitas na relação sintática conhecida como "construir". O Primeiro está intimamente ligado ao segundo, e assim então levaria o acento em na expressão filho de Beor, no qual não se encontra com o divisor. "A casa de Davi" era certamente um nome político e geográfico; e o primeiro componente BYT (casa), uma construção em forma significativa de (casa de) + o segundo componente DWD(Davi) foi redigida pelo escriba sírio como um nome importante. Não há nenhuma razão para duvidar da exatidão da Leitura (Casa de Davi) "

### Argumento de Thomas L. Thompson
Thomas L. Thompson argumentou que, mesmo se pudesse ser comprovados que os termos "Casa de Davi" ou "Casa de Omri" foram usados para descrever os reis de Judá e de Israel naquele tempo, não deveria-se concluir que viu-se a Davi e Omri como antepassados recentes e que tinha fundado dinastias no sentido moderno, outras interpretações da casa como "termo", neste contexto, são possíveis.

### George Athas
George Athas propõe que os três fragmentos foram colocados numa posição errada. Ele argumenta que o fragmento A (maior) deve ser colocado bem acima dos fragmentos B1 e B2 (que se encaixam). Ele também sugere que ביתדוד é realmente uma referência à "casa de Davi", argumentando que é o equivalente em aramaico de "Cidade de Davi". Athas também fornece evidências para a autenticidade dos fragmentos, mas propõe a autoria à Bar Hadad e não ao seu pai, Hazael.

### John T. Willis
"A parte preservanda da inscrição descoberta em Tel Dã é clara e, na sua maior parte, fácil de traduzir. Seu autor é um rei arameu, que está evidentemente comemorando sua vitória sobre o rei de Israel e seu exército. A inscrição(bytdwd⇒ casa de Davi) é provavelmente uma referência a dinastia de Judá. Até agora, as sugestões são muito menos convincentes em que (bytdwd) na linha 9 não signifique (Casa de Davi). Assim sendo, esta descoberta em Tel Dã contém a única referência da monarquia davídica fora do Antigo Testamento. Apesar que Puech e Lemaire, também dizer ter encontrado uma inscrição (Casa de Davi) na Inscrição Mexa (linha 32 lê-se "bt[d]wd"), que data de alguns anos após da Estela de Tel Dã.

## Opiniões minoritárias
A opinião minoritária sobre a inscrição DWD (Davi) é que na verdade é uma referência a Thoth(pronunciada, de acordo com gregos antigos, como Tut - como em Tutemés), portanto, segundo eles pode se referir a um templo de Tote.
Mas o egiptólogo Kenneth Kitchen assinala que não há nenhum templo de Thoth conhecido na área. Outros acreditam que ביתדוד se refere a uma localização geográfica desconhecida.

## Opiniões de arqueólogos, egiptólogos e epígrafos

### Opinião do arqueólogo bíblico e egiptólogoKenneth Kitchen
"A acusação de falsificação é uma calúnia infundada contra a expedição em Tel Dã, sem uma partícula de fundamento e sem fatos"

### Opinião do arqueólogoWilliam G. Dever
Dever opina:
"No lado positivista da controvérsia, a respeito da autenticidade da inscrição, temos agora publicado os pareceres, por maioria dos Líderes epigrafistas em geral (todos eles são trabalhadores do campo, com muita experiência em arquelogia bíblica e nenhum dos quais é de Academia Biblista) sustentam que a inscrição dos meios é exatamente o que se diz: Casa de Davi. No lado negativista, temos a opinião de Thompson, Lemche e Cryer da Escola de Copenhagen. Cabe aos leitores escolher."

## Possível combinação dos três fragmentos

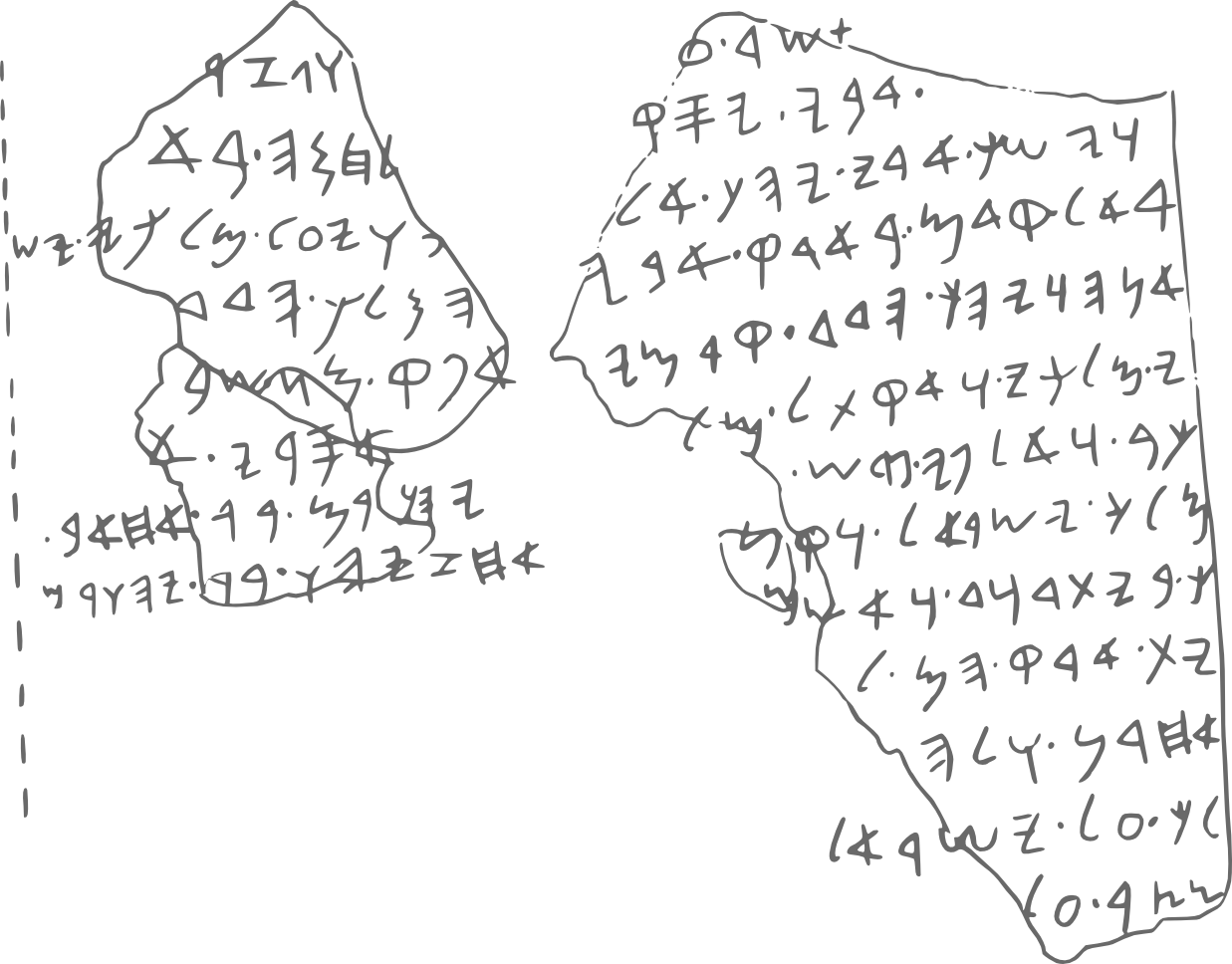
Os três fragmentos da Estela de Tel Dã

A combinação dos 3 fragmentos de acordo com a maioria dos acadêmicos, o fragmentos A é colocado à direita, o fragmento B1 fica à esquerda do fragmento A e o fragmento B2 localiza-se logo abaixo do fragmento B1.